# Баранівка (Покровський район)
Бара́нівка (перша назва Роза Люксембург, Rosa-Luxemberg) — село Гродівської селищної громади Покровського району Донецької області, Україна. У селі мешкає 58 осіб.

## Загальні відомості
Відстань до райцентру становить близько 31 км і проходить автошляхом місцевого значення. Територія Баранівки межує із с. Тарасівка Костянтинівського району Донецької області.

## Історія
Село під назвою Роза Люксембург було засноване 1889 р. євангелістами з бердянських колоній. Євангелістська община Остґейм. Кількість землі 3000 десятин.
7 (20) листопада 1917 року, відповідно до Третього Універсалу Української Центральної Ради, увійшло до складу Української Народної Республіки.

## Населення
| Рік  | Кількість населення |
| ---- | ------------------- |
| 1911 | 149                 |
| 1919 | 144                 |
| 1926 | 348                 |
| 2001 | 58                  |

За даними перепису 2001 року населення села становило 58 осіб, із них 70,69 % зазначили рідною мову українську та 29,31 % — російську.